# ONFM
ONFM（台呼：Always Online! ）是马来西亚On Connection Sdn Bhd旗下的网络视频电台。于2014年9月1日正式启动试播，由25位资深主持、歌手、演员及网络红人形成主持团队，当中包括梁佑诚、黄明慧、曾文伟、李俐澌、张起政、陈思颐、李永升、方贾为及多位网络红人。此台打破传统电台的规格，以“视频”为特质以及“网络社交平台”为优势，成为东南亚首家网络视频电台兼马来西亚首家中文网络商业电台。 现时该视频电台已经停播，转型为命理360。

## 节目详情
ONFM以马来西亚为据点的东南亚第一家网络视频电台，于9月1日试播，12月3日正式开播，当时主持人数暂定15位。于2015年3月30日升级以后，由原本的15位主持人增加至25位，一周有30档全新的节目，拥有庞大的主持阵容,从资深电视主持人、歌手、演员到年资很小的网络红人，众DJ以各自擅长的“优点”主持各个节目。每周一至周日，下午2点开始至凌晨12时（每日10小时）；晚间12时至下午2时播放音乐的时段。

## 运行模式
ONFM是马来西亚网络视频电台，是个全线纯生活娱乐资讯台。内设有视频，画面也以多元化呈现，所以拥有许多传统电台无法进行的节目，如命理节目《睇你条命》，灵异节目《01热线》、校园青春节目《我是校的啦!》等。除了录影棚直播，也走到户外增设户外拍摄单元，贴近民众，比如《Run Buddy Run》、《On! Tea Time》。

ONFM 副台长梁佑诚表示，“我们是网络媒体，不是电子媒体。一般上传统电台无法呈现画面，我们就弥补这方面的画面，让节目更多元化，我们虽然是网络视频电台，但我们还是电台。”他强调ONFM透过视频呈现加强电台声音的画面感，与电子媒体之间是合作，而不是竞争关系。在接受《中国报》访问时，副台长梁佑诚坦诚“传统媒体不可能被取代，只是大家多了一个选择。网络电台的黄金时间（Prime Time）和传统电台完全不一样，其实各有优势，是可以并存的。”

## 主持团队

### 第一代主持人(2014年9月1日 至 2014年12月2日)
| VJ Bin 曾繁斌       | VJ Dylan 梁佑诚    |
| VJ Angelyn 李飔妏   | VJ Reiko 谢佳倪    |
| VJ Stephanie 钟丽铭 | VJ Kit 张起政      |
| VJ Cindy 陈思颐     | VJ Penny 陈滇金    |
| VJ Jane 黄明慧      | VJ Ryan 杨国栋     |
| VJ Lizz 李俐澌      | VJ Angie 戴琪蒽    |
| VJ Vivian 刘秀薇    | VJ Monsterz 李永升 |
| VJ Lex 方贾为       |                    |

### 第二代主持人(2014年12月30日 至 2015年3月30日)
| VJ Dylan 梁佑诚                           | VJ Angelyn 李飔妏   |
| VJ Reiko 谢佳倪                           | VJ Stephanie 钟丽铭 |
| VJ Kit 张起政                             | VJ Cindy 陈思颐     |
| VJ Penny 陈滇金                           | VJ Jane 黄明慧      |
| VJ Ryan 杨国栋                            | VJ Lizz 李俐澌      |
| VJ Angie 戴琪蒽                           | VJ Vivian 刘秀薇    |
| VJ Monsterz 李永升                        | VJ Lex 方贾为       |
| VJ Pei 蒋珮珮                             | VJ Wayne 思宇       |
| VJ Chrystina 黄玮瑄（页面存档备份，存于） | VJ Elvis 曾文伟     |
| VJ Bin 曾繁斌                             |                     |

### 第三代主持人(2015年3月30日 至2016年3月27日)
| VJ DYLAN 梁佑诚                        | VJ LIZZ李俐澌    |
| VJ MONSTERZ 李永升                     | VJ JANE黄明慧    |
| VJ LEX 方贾为                          | VJ JUNEE 黄麒霓  |
| VJ ANGIE 戴琪蒽                        | VJ EDDIE 赖语翔  |
| VJ STEVE 温家伦                        | VJ DAVID史轩豪   |
| VJ JUIN 郑六月                         | VJ MANDY 陈诗莹  |
| VJ REIKO 谢佳倪                        | VI CINDY 陈思颐  |
| VJ STEPHANIE 钟丽铭                    | VJ KIT 张起政    |
| VJ VIVIAN 刘秀薇                       | VJ LAI 罗珮莱    |
| VJ ELVIS 曾文伟                        | VJ CARMEN 张嘉甯 |
| VJ ANGELYN 李飔妏                      | VJ AGNES 王柔霖  |
| VJ RIBBON 黄若熙                       | VJ ETHAN 伊藤    |
| VJ BEAUTY 张文盈（页面存档备份，存于） |                  |

### 第四代主持人(2016年3月28日 至现今)
| VJ DYLAN 梁佑诚                        | VJ LIZZ李俐澌        |
| VJ MONSTERZ 李永升                     | VJ 小Nick 黄治棋     |
| VJ LEX 方贾为                          | VJ JUNEE 黄麒霓      |
| VJ ANGIE 戴琪蒽                        | VJ EDDIE 赖语翔      |
| VJ STEVE 温家伦                        | VJ DAVID史轩豪       |
| VJ JUIN 郑六月                         | VJ MANDY 陈诗莹      |
| VJ MJ 吴俊豪                           | VI CINDY 陈思颐      |
| VJ Melissa唐慧珍                       | VJ KIT 张起政        |
| VJ VIVIAN 刘秀薇（至2017/09/14退出）   | VJ GINGER LAI 罗珮莱 |
| VJ ELVIS 曾文伟                        | VJ CARMEN 张嘉甯     |
| VJ ANGELYN 李飔妏                      | VJ AGNES 王柔霖      |
| VJ BEAUTY 张文盈（页面存档备份，存于） | VJ ETHAN 伊藤        |
| VJ Will B 马凯胜                       |                      |